# Uterum

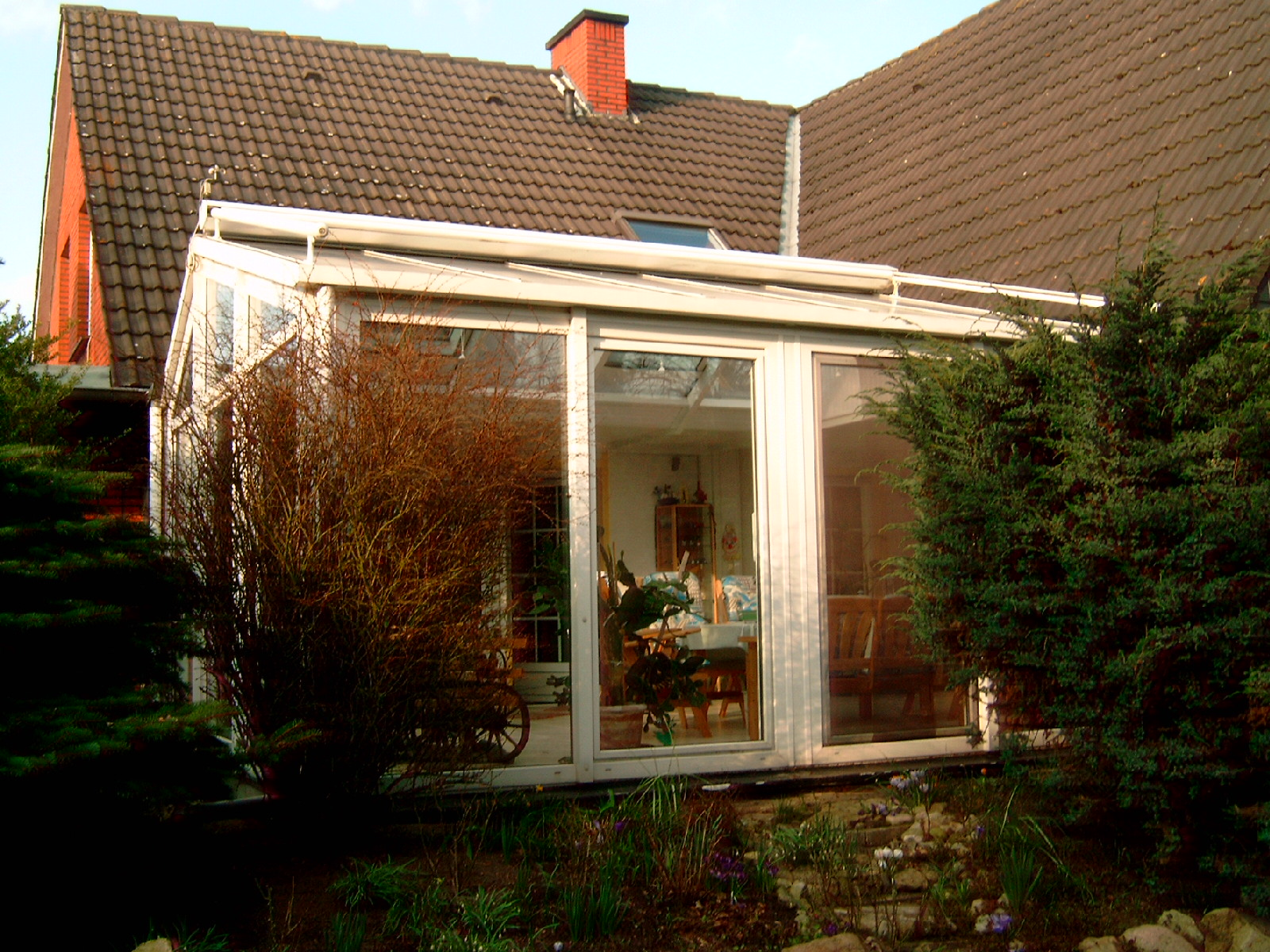
Vinterträdgård

Ett uterum är ett utrymme oftast i form av en enklare byggnad med minst en inglasad vägg. Ett uterum kan byggas som en tillbyggnad på ett befintligt hus, eller som en helt fristående byggnad. Ett vinterbonat uterum, vinterträdgård, kan användas året runt. Enklare konstruktioner av uterum är altantak, markis eller pergola som bara skyddar mot sol och regn.
Ett uterum ger känslan vara utomhus samtidigt som ge skydd mot regn och vind. Alternativ till uterum, är paviljonger, lusthus och växthus.

## Vanligaste konstruktionen
Stommen: Takbalkar och väggreglar kan vara av limträ eller plankor som bär upp konstruktionen, det finns även stommar i aluminium.
Taket består av plasttak, korrugerat eller plant av kanalplast i ett eller flera lager, även tak av glas förekommer, enkel eller isolerglas för att isolera mot kyla och även värme. 
Golvet är oftast ett altangolv av trätrall eller betongplattor, men det förekommer betonggolv med värmeslingor med till exempel lagda klinkerplattor. 
Väggarna är av trä eller aluminiumramar med glasinfattning. Oftast enkelglas, men det finns också konstruktioner med bruten köldbrygga och dubbelglas typ isolerglas. Vid vackert väder är det möjligt att kunna öppna upp uterummet, för att göra det möjligt förekommer det skjut- eller vikdörrar.